# Danubius
Danubius is een Pools historisch merk van motorfietsen.
De bedrijfsnaam was Ganz & Co., Danubius AG, Abt.: Motorradbau, Ratibor.
Ganz & Co. was een machinefabriek die in 1923 probeerde met 198cc-viertaktmachines de motorfietsmarkt te veroveren. De verkoopaantallen vielen waarschijnlijk tegen, want in 1924 verdween het bedrijf als motorfietsmerk van de markt.